# 2084
Năm 2084. Trong lịch Gregory, nó sẽ là năm thứ 2084 của Công nguyên hay của Anno Domini; năm thứ 84 của thiên niên kỷ thứ 3 và của thế kỷ 21; và năm thứ năm của thập niên 2080.